# Bourneville (Eure)
Bourneville ist eine Ortschaft und eine Commune déléguée in der französischen Gemeinde Bourneville-Sainte-Croix mit 1.011 Einwohnern (Stand: 1. Januar 2022) im Département Eure in der Region Normandie (vor 2016 Haute-Normandie). Die Einwohner werden Bournevillais genannt. Der Verwaltungssitz der Gemeinde Bourneville-Sainte-Croix befindet sich in Bourneville.
Zum 1. Januar 2016 wurde Bourneville mit Sainte-Croix-sur-Aizier zur Commune nouvelle Bourneville-Sainte-Croix zusammengelegt. Die Gemeinde Bourneville gehörte zum Arrondissement Bernay und zum Kanton Bourg-Achard. 

## Geographie
Bourneville liegt etwa 50 Kilometer ostsüdöstlich von Le Havre. 
Südlich der Ortschaft befindet sich das Autobahndreieck der Autoroute A13 mit der Autoroute A131.

## Bevölkerungsentwicklung
| Jahr                       | 1962 | 1968 | 1975 | 1982 | 1990 | 1999 | 2006 | 2013 |
| -------------------------- | ---- | ---- | ---- | ---- | ---- | ---- | ---- | ---- |
| Einwohner                  | 505  | 461  | 591  | 680  | 691  | 736  | 827  | 975  |
| Quellen: Cassini und INSEE |      |      |      |      |      |      |      |      |

## Sehenswürdigkeiten
- Kirche St-Pierre
- Herrenhaus von Beaumont, Monument historique seit 1996

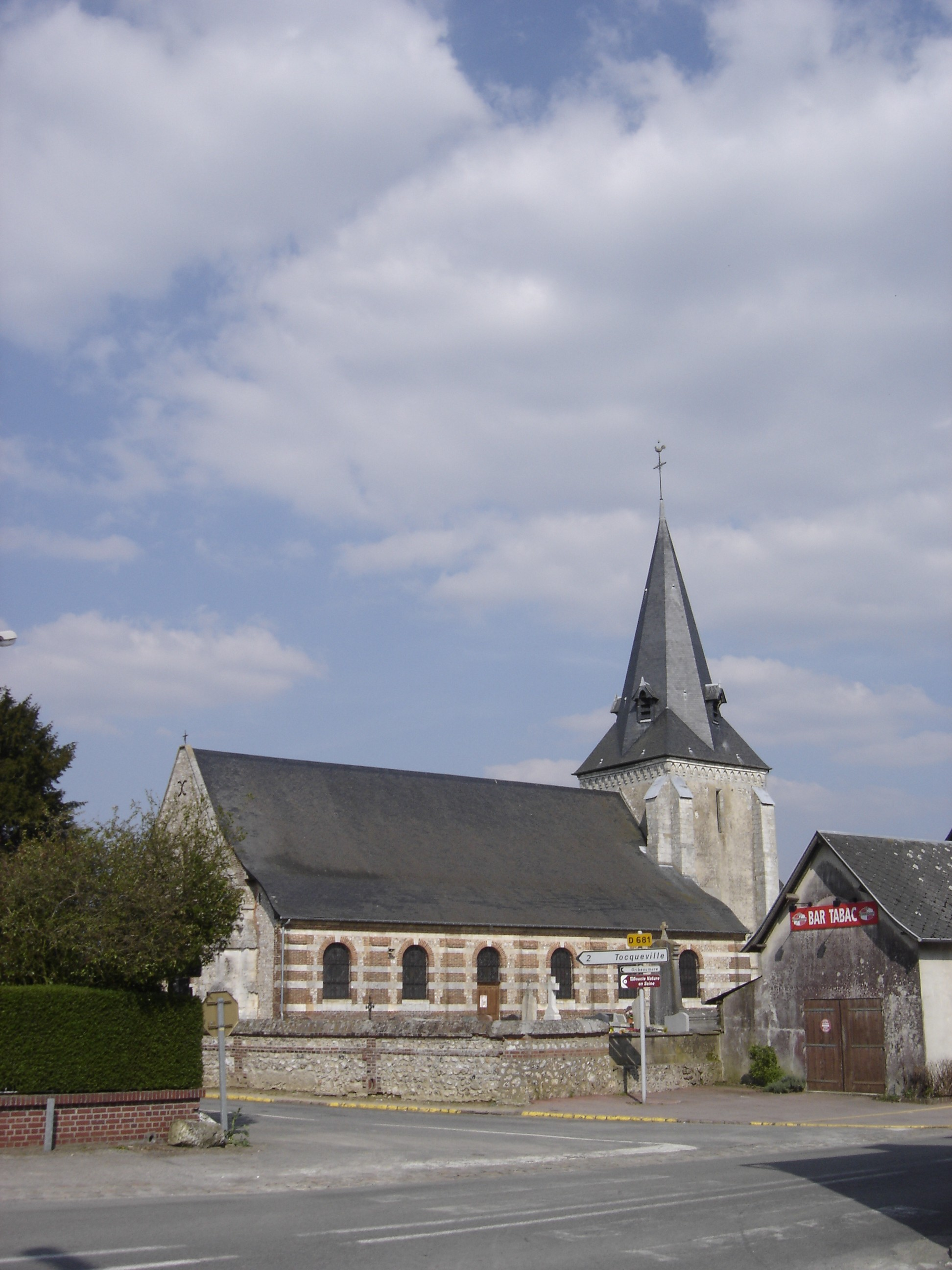
Kirche Saint-Pierre
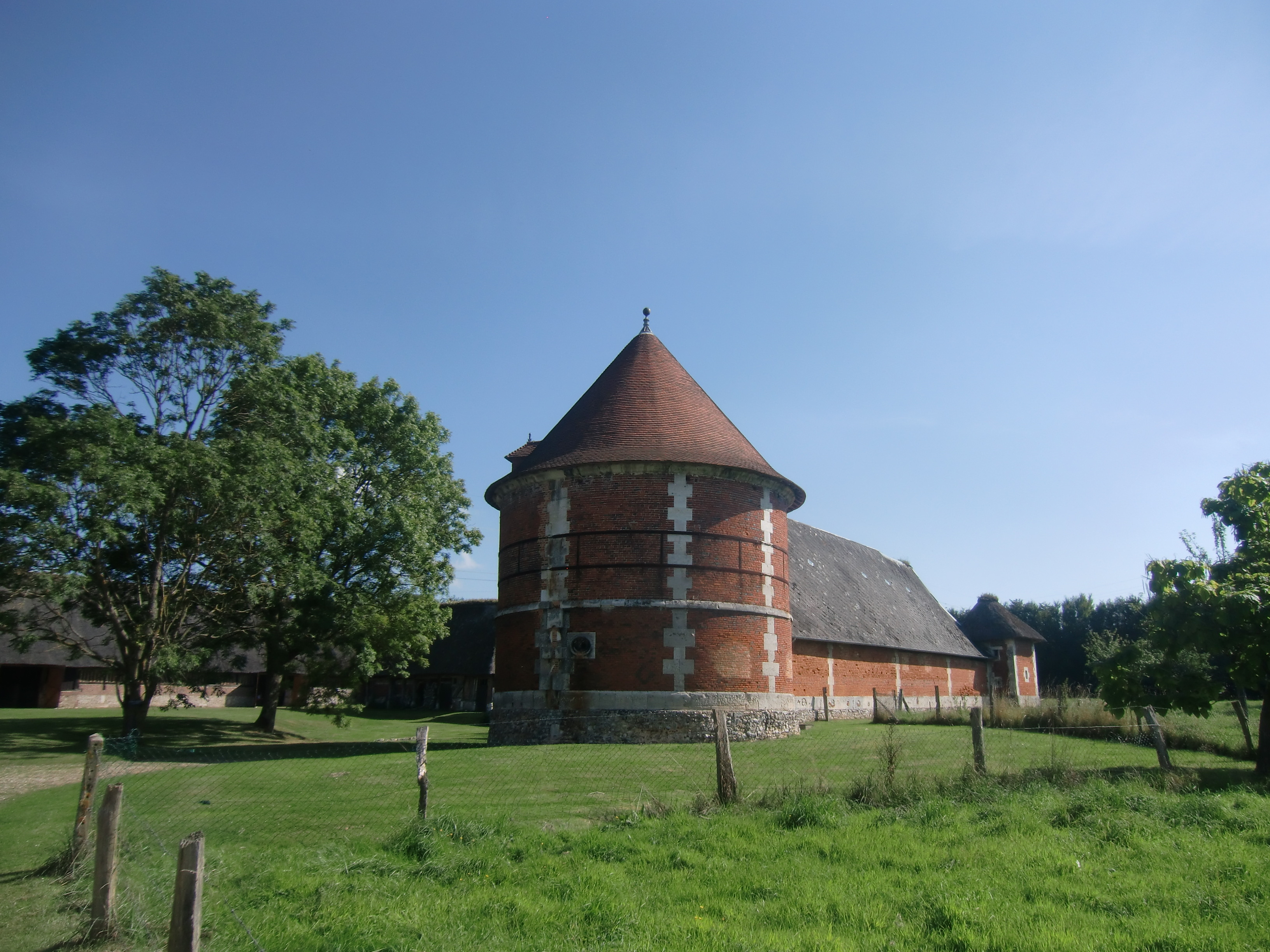
Taubenturm des Herrenhauses von Beaumont